# Tuo Jiang (vattendrag i Kina, Sichuan)
Tuo Jiang (kinesiska: 沱江) är ett vattendrag i Kina. Det ligger i provinsen Sichuan, i den sydvästra delen av landet, omkring 240 kilometer sydost om provinshuvudstaden Chengdu.
Genomsnittlig årsnederbörd är 1 447 millimeter. Den regnigaste månaden är september, med i genomsnitt 284 mm nederbörd, och den torraste är januari, med 27 mm nederbörd.